# Billia hippocastanum
Billia hippocastanum là một loài thực vật có hoa trong họ Bồ hòn. Loài này được Peyr. mô tả khoa học đầu tiên năm 1858.